# Náxos et Petites Cyclades
Le dème de Náxos et Petites Cyclades (en  : Δήμος Νάξου και Μικρών Κυκλάδων / Dímos Náxou ke Mikrón Kykládon) est un dème situé dans la périphérie de l'Égée-Méridionale en Grèce. 
Il comprend l'île de Naxos et les îles des petites Cyclades, Donoússa, Irakliá, Koufoníssia et Schinoússa
Le dème actuel résulte du programme Kallikratis et de la fusion en 2010 des dèmes préexistants de Náxos et de Drymalía, ainsi que des districts de Donoússa, de Koufoníssia, de Schinoússa et d'Irakliá.
La superficie de la nouvelle municipalité est de 495,76 km2 et sa population, selon le recensement de 2011, s'élève à 18 904 habitants. Le siège du dème est la ville de Náxos, également appelée Chóra (Χώρα). 

## Organisation
Le dème de Naxos et des petites Cyclades comprend, par ordre alphabétique,  les districts municipaux suivants, subdivisées en collectivité municipales et en collectivités locales :
- district municipal de Donoússa (population : 167 habitants)
- district municipal de Drymalía (population : 5 244 habitants)
- district municipal d'Irakliá (population : 141 habitants)
- district municipal de Koufoníssia (population : 399 habitants)
- district municipal de Náxos  (population : 12 726 habitants)
- district municipal de Schinoússa (population : 227 habitants)